# Alisa Lepselter
Alisa Lepselter (1963) è una montatrice statunitense.
Dopo la laurea alla Università Duke, ha iniziato la carriera assistendo Craig McKay al montaggio di Qualcosa di travolgente (1986) di Jonathan Demme: in seguito ha lavorato con Barry Malkin nell'episodio diretto da Francis Ford Coppola nel film antologico New York Stories (1989) ed è stata assistente al montaggio di Thelma Schoonmaker, storica collaboratrice di Martin Scorsese ne L'età dell'innocenza (1993).
La sua carriera nell'ultimo ventennio è legata al montaggio dei film di Woody Allen, che l'ha scelta per tutti i suoi film a partire da Accordi e disaccordi (1999).
Candidata due volte al Miglior montaggio ai American Cinema Editors - Categoria Commedia e Musical: nel 2009 per Vicky Cristina Barcelona e nel 2012 per Midnight in Paris.

## Filmografia parziale
- Parlando e sparlando (Walking and Talking), regia di Nicole Holofcener (1996)
- Accordi e disaccordi (Sweet and Lowdown), regia di Woody Allen (1999)
- Criminali da strapazzo (Small Time Crooks), regia di Woody Allen (2000)
- La maledizione dello scorpione di giada (The Curse of the Jade Scorpion), regia di Woody Allen (2001)
- Hollywood Ending, regia di Woody Allen (2002)
- Anything Else, regia di Woody Allen (2003)
- Melinda e Melinda (Melinda and Melinda), regia di Woody Allen (2004)
- Match Point, regia di Woody Allen (2005)
- Scoop, regia di Woody Allen (2006)
- Sogni e delitti (Cassandra's Dream), regia di Woody Allen (2007)
- Vicky Cristina Barcelona, regia di Woody Allen (2008)
- Basta che funzioni (Whatever Works), regia di Woody Allen (2009)
- Incontrerai l'uomo dei tuoi sogni (You Will Meet a Tall Dark Stranger), regia di Woody Allen (2010)
- Midnight in Paris, regia di Woody Allen (2011)
- To Rome with Love, regia di Woody Allen (2012)
- Blue Jasmine, regia di Woody Allen (2013)
- Irrational Man, regia di Woody Allen (2015)
- Café Society, regia di Woody Allen (2016)
- Crisis in Six Scenes - serie TV (2016)
- La ruota delle meraviglie - Wonder Wheel (Wonder Wheel), regia di Woody Allen (2017)
- Un giorno di pioggia a New York (A Rainy Day in New York), regia di Woody Allen (2019)
- Rifkin's Festival, regia di Woody Allen (2020)
- Un colpo di fortuna - Coup de chance (Coup de Chance), regia di Woody Allen (2023)